# Maxime Teyssandier
Maxime Teyssandier, né le 18 mai 1886 à Lugon-et-l'Île-du-Carnay où il est mort le 30 mars 1975, est un homme politique français.

## Détail des fonctions et des mandats
Mandat parlementaire
- 8 décembre 1946 - 7 novembre 1948 : Sénateur de la Gironde